# 합천 청금정∙충현사
합천 청금사∙충현사(陜川 淸襟祠∙忠賢梭)는 대한민국 경상남도 합천군 합천읍에 있는 조선시대의 사당이다.
1985년 1월 23일 경상남도의 문화재자료 제128호 청금사와 충현사로 지정되었다가, 2018년 12월 20일 현재의 명칭으로 변경되었다.

## 개요
이원경의 후손들이 그를 추모하기 위해 지은 사당이다.
이원경은 고려지현관 직제학 금자광록 대부를 지낸 인물로, 후에 벼슬을 사직하고 합천군 두상면 상상곡에서 살았다.
사당은 조선 숙종 18년(1692)에 지었고, 원래 앞면이 4칸이었으나 후에 양측에 1칸씩 늘려 지었다. 지붕은 옆에서 볼 때 사람 인(人)자 모양을 한 맞배지붕으로 꾸몄다.
충현사는 3현(이치·이홍조·이일로)을 추모하기 위해 고종 32년(1895)에 지은 사당이다. 원래는 농산서원 안에 있었으나 흥선대원군의 서원철폐령으로 서원은 사라지고 충현사만 남아 있다.

## 참고 문헌
- 합천 청금정∙충현사 - 국가유산청 국가유산포털